# Dexiogyia alticola
Dexiogyia alticola är en skalbaggsart som först beskrevs av Thomas Casey 1911.  Dexiogyia alticola ingår i släktet Dexiogyia och familjen kortvingar. Inga underarter finns listade i Catalogue of Life.